# Річард II (герцог Гаетанський)
Річард II (†1111) — герцог Гаетанський (1105—1111). Завоював герцогство, вигнавши звідти свого попередника Вільгельма II.
Випускав власні монети як незалежний правитель. У 1108 надав своє військо папі Римському Пасхалію II, щоб здобути Рим. Впродовж усього періоду свого правління був союзником папи та противником графа Тускульського Птолемея I